# Ochthebius fallacioviridis
Ochthebius fallacioviridis är en skalbaggsart som beskrevs av Ienistea 1988. Ochthebius fallacioviridis ingår i släktet Ochthebius och familjen vattenbrynsbaggar. Inga underarter finns listade i Catalogue of Life.